# Isola Rottnest
L'isola Rottnest (conosciuta con il nome di Wadjemup dal popolo Noongar) si trova a 19 km al largo della costa dell'Australia Occidentale, all'altezza di Fremantle, cittadina poco a sud di Perth. L'isola, che si trova nella regione dell'area metropolitana di Perth, è amministrata dalla Rottnest Island Authority. Al censimento del 2016 contava 334 abitanti.

## Geografia
L'isola ha una lunghezza di circa 11 km per 4,5 di larghezza e una superficie di 19 km².

### Flora e fauna
L'isola Rottnest ospita molte specie di animali marini e terrestri. L'animale tipico dell'isola è il quokka, un piccolo marsupiale con le sembianze di un piccolo canguro, che spesso si avvicina all'uomo senza esserne intimorito. Vi sono inoltre rettili e anfibi, molti tipi di uccelli e un ambiente marino molto popolato di pesci tropicali, leoni marini e stelle marine. Rottnest ospita inoltre ben 140 specie di piante indigene.

## Storia
Si stima che 10.000 anni fa l'isola fosse ancora collegata all'Australia, e che solo dopo l'innalzamento del livello del mare, circa 7.000 anni fa, si sia trasformata in un'isola.

### Periodo abitato dagli aborigeni
Sono stati trovati dei manufatti in alcuni siti dell'isola che datano 6.500 anni fa. Questo confermerebbe la presenza degli aborigeni anche nell'era in cui l'isola era ancora terraferma. Gli aborigeni locali non erano navigatori e non possedevano i mezzi necessari per raggiungere la terraferma che dista circa 20 km. Vi è dunque un mistero riguardo alla sorte di questa popolazione, che con l'arrivo delle navi europee non era più presente. Forse proprio per questo motivo l'isola Rottnest, chiamata dagli aborigeni Wadjemup, viene da sempre considerata da essi come una terra in cui risiedono gli spiriti. Dal 1972 al 1980 sono stati inseriti 17 siti nel Aboriginal Heritage Act che previene e cura i luoghi rappresentativi della cultura aborigena.

### I conquistatori europei
L'isola fu osservata da molti conquistatori olandesi a partire dal 1610. Nel 1681 il navigatore inglese John Daniel nominò l'isola Maiden's Isle il nome però non sopravvisse. Il nome attuale dell'isola fu attribuito dal capitano olandese Willem de Vlamingh nel 1696. Rottnest deriva da rat (grosso topo) e nest (nido).
Altri esploratori arrivarono sulle coste di Rottnest Island nel 1803. Tra questi anche il capitano francese Nicholas Baudin.
Nel 1830, periodo in cui era in atto l'insediamento inglese a Swan River, Robert Thomson e la sua famiglia si trasferirono a Rottnest. Grazie ai suoi sette figli iniziò la produzione di sale. Il sale è stato esportato e utilizzato per conservare gli alimenti per decenni. Una baia porta ancora oggi il suo nome.

### Insediamento per i prigionieri aborigeni
Nel mese di giugno del 1839 l'isola divenne a tutti gli effetti un luogo per incarcerare persone di cultura aborigena. Sotto il controllo della Corona tutta la popolazione presente sull'isola Rottnest fu espropriata delle proprie terre e allontanata. L'accesso all'isola era estremamente limitato. Per più di un secolo l'isola servì solo come prigione per più di 3700 aborigeni provenienti da tutta l'Australia Occidentale. Molti aborigeni morirono per malattia, altri vennero impiccati. Un cimitero aborigeno vicino a Thomson Bay ricorda questi prigionieri. Durante questo periodo gli aborigeni costruirono diverse strutture, ad esempio i fari. La chiusura della prigione avvenne nel 1902, anche se alcuni prigionieri vennero assunti per la costruzione delle strade fino al 1931. La chiusura della prigione attirò l'attenzione del governatore che vide nell'isola un potenziale turistico.

### Utilizzo militare nella Prima e Seconda Guerra Mondiale
Nella prima guerra mondiale l'isola fu usata come prigione dal 1914 al 1915. Nel settembre 1915 erano presenti 989 prigionieri, di cui 841 tra austriaci e germanici. Le attività ricreative e di vacanza furono ristabilite nel dicembre del 1915. Nel 1930 le sempre più forti tensioni internazionali costrinsero il governo australiano a utilizzare Rottnest Island come luogo critico per la difesa del porto di Fremantle. A partire dal 1934 si iniziò la costruzione dei fortini e dei cannoni a Oliver Hill. A Kingstown venne costruita la caserma adibita a dormitori per i soldati. Erano inoltre presenti gli uffici amministrativi, le attrezzature di trasmissione e un piccolo ospedale. Fu inoltre costruito un unico binario per il trasporto dei materiali. Questa caserma viene ora utilizzata come ostello. Nel giugno 1940 l'isola venne definitivamente proclamata luogo protetto e le attività turistiche vennero definitivamente bloccate. Questa dichiarazione sarebbe dovuta durare solo tre mesi ma finì solo nel 1945. Il periodo militare di Rottnest Island finì senza che nessun attacco venne mai ordinato. Dopo la guerra l'isola venne abbandonata dai militari e le infrastrutture permanenti rimasero nel paesaggio di Rottnest Island. Circa 200 internati di nazionalità italiana vennero mandati a Rottnest Island per le riparazioni e la sistemazione delle infrastrutture. Infatti tutti i prigionieri incarcerati a Rottnest Island durante la seconda guerra mondiale erano italiani. Una squadra di artiglieria rimase sull'isola fino al 1960. Solo nel 1984 l'esercito avviò i negoziati per la vendita delle infrastrutture.

### Periodo turistico
Dal 1902 iniziò sull'isola l'attività turistica. Ogni domenica i traghetti portavano i visitatori per un'escursione di un giorno. In questo periodo era presente ancora la prigione, visitatori e prigionieri erano tenuti strettamente separati. Nel 1907 il Colonial Secretary's Department ordinò uno studio per trasformare gradualmente l'isola, da prigione a luogo per attività turistiche. Nel 1917 vennero costruiti i primi bungalows di legno, una sala da tè e un negozio di alimentari. L'uso turistico di Rottnest Island ha subito solo due arresti, nel 1914 e nel periodo della seconda guerra mondiale. Oggigiorno l'isola è conosciuta in tutto il mondo. Soprattutto le famiglie e le scuole di Perth utilizzano l'isola per brevi soggiorni.